# Associação Atlética das Palmeiras
L'Associação Atlética das Palmeiras fou un club de futbol brasiler de la ciutat de São Paulo.
El club va ser fundat el 9 de novembre de 1902. Va ser campió estatal tres cops, els anys 1909, 1910 i 1915.
L'any 1916 donà suport al recent fundat SS Palestra Itália en guanyar una plaça per a competir al campionat paulista professional per primer cop. Aquest fet es recordaria el 1942 quan el Palestra Itália es va veure obligat a canviar el seu nom a causa de la Segona Guerra Mundial (i el fet que el Brasil integrà les forces aliades), i adoptà el nom SE Palmeiras, en honor de l'antic A.A. das Palmeiras.
Amb el final de l'era amateur del futbol brasiler el 1930, alguns dels principals clubs com el CA Paulistano i el propi AA das Palmeiras van desaparèixer. Alguns membres d'aquests dos clubs van fundar el São Paulo FC. El color vermell de la seva samarreta representa el Paulistano, mentre que el negre fa referència al AA das Palmeiras. L'estadi del club, Chácara da Floresta, esdevingué seu del São Paulo el 1930.
La darrera participació del club fou en el campionat paulista de 1933.

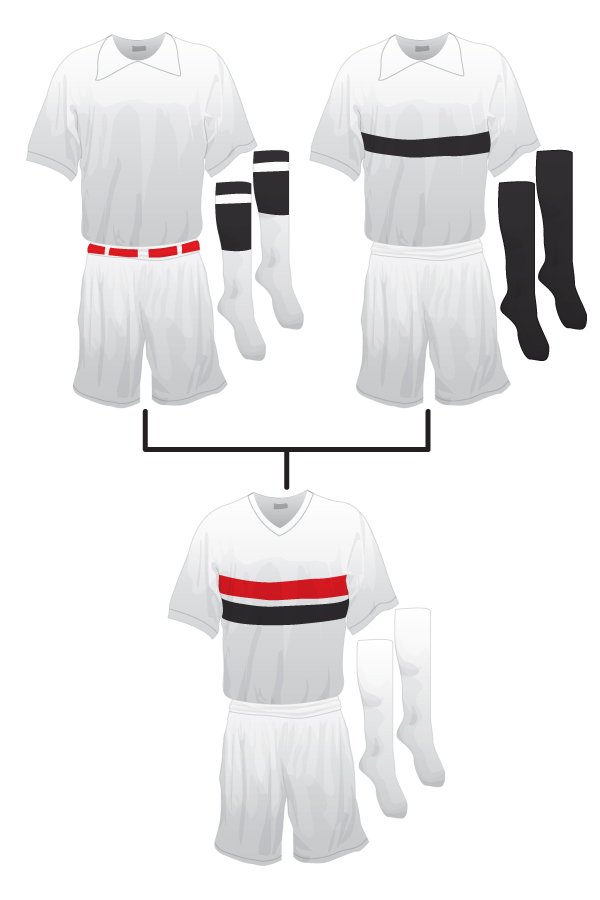
Uniforme del São Paulo FC fusió de CA Paulistano — franja vermella — i AA das Palmeiras — franja negra -.

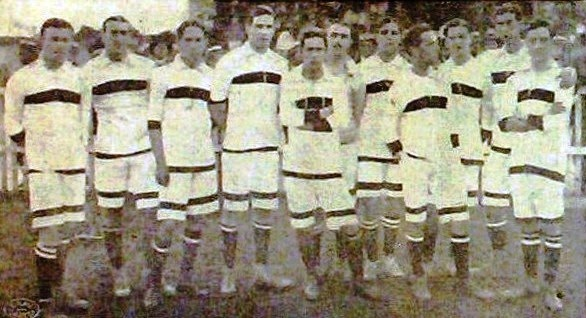
AA das Palmeiras – 1915.

## Palmarès
- Taça Salutaris:
  - 1911

- Campionat paulista:[4]
  - 1909, 1910, 1915

- Torneio Início Paulista:
  - 1922, 1923, 1925

## Participacions al Campionat Paulista
| 1904 | 1905 | 1906 | 1907 | 1908 | 1909 | 1910 | 1911 | 1912 | 1913 (APSA) | 1914 (APSA) | 1915 (APSA) | 1916 (APSA) | 1917 | 1918 | 1919 | 1920 | 1921 | 1922 | 1923 | 1924 | 1925 | 1926 (LAF) | 1927 (LAF) | 1928 (LAF) | 1929 (LAF) | 1930 | 1931 | 1932 | 1933 (FPF) |
| ---- | ---- | ---- | ---- | ---- | ---- | ---- | ---- | ---- | ----------- | ----------- | ----------- | ----------- | ---- | ---- | ---- | ---- | ---- | ---- | ---- | ---- | ---- | ---------- | ---------- | ---------- | ---------- | ---- | ---- | ---- | ---------- |
| 6    | 6    | 6    | -    | -    | 1    | 1    | 6    | -    | 3           | 6           | 1           | 7           | 5    | 3    | 9    | 8    | 9    | 5    | 8    | 9    | 12   | 5          | 6          | 12         | 9          | -    | -    | -    | 7          |